# 1900年パリオリンピックのイギリス選手団
1900年パリオリンピックのイギリス選手団（1900ねんパリオリンピックのイギリスせんしゅだん）は、1900年5月14日から10月28日にかけてフランスの首都パリで開催された1900年パリオリンピックのイギリス選手団、およびその競技結果。

## 概要
今大会は金メダル15個、銀メダル6個、銅メダル9個の合計30個のメダルを獲得した。

## メダル
| メダル | 選手名                 | 競技 | 種目          |
| ------ | ---------------------- | ---- | ------------- |
| 金     | アルフレッド・タイソー | 陸上 | 男子800m      |
| 金     | チャールズ・ベネット   | 陸上 | 男子150m      |
| 金     | ジョン・リマー         | 陸上 | 男子4000m障害 |
| 銀     | シドニー・ロビンソン   | 陸上 | 男子2500m障害 |
| 銀     | チャールズ・ベネット   | 陸上 | 男子4000m障害 |
| 銀     | パトリック・リー       | 陸上 | 男子走高跳    |
| 銅     | シドニー・ロビンソン   | 陸上 | 男子4000m障害 |
| 銅     | パトリック・リー       | 陸上 | 男子走幅跳    |